# Domus
U starom Rimu, domus (množina domūs, genitiv domūs ili domī) bila je vrsta gradske kuće u kojoj su živjeli viši slojevi i neki bogati oslobođenici tijekom republikanskog i carskog doba. Pronađen je u gotovo svim većim gradovima diljem rimskih teritorija. Moderna engleska riječ " domestic" dolazi od latinske "domaćin", koja je izvedena iz riječi domus. Riječ sla. dom u modernim slavenskim jezicima srodna je latinskoj riječi, koja seže do proto-indoeuropskog. Uz domus u gradu, mnoge od najbogatijih obitelji starog Rima također su posjedovale zasebnu ladanjsku kuću poznatu kao vila. Mnogi su odlučili živjeti prvenstveno, ili čak isključivo, u svojim vilama; ti su domovi općenito bili mnogo većih dimenzija i na većim česticama zemljišta zbog više prostora izvan obzidanog i utvrđenog grada.
Elitne klase rimskog društva sagradile su svoje rezidencije sa složenim mramornim ukrasima, umetnutim mramornim pločama, dovratnicima i stupovima kao i skupim slikama i freskama. Mnogi siromašni Rimljani i Rimljani niže srednje klase živjeli su u pretrpanim, prljavim i uglavnom zapuštenim stanovima za iznajmljivanje, poznatim kao insulae. Ovi stambeni blokovi na više etaža izgrađeni su što je moguće više i tijesno jedan uz drugog i imali su daleko manje statusa i pogodnosti od privatnih domova bogatih.

## Povijest
Domovi ranih Etruščana (prethodnika Rimljana) bili su jednostavni, čak i za bogate ili vladajuće slojeve. Bile su to male kolibe izgrađene na aksijalnom planu središnje dvorane s otvorenim svjetlarnikom. Vjeruje se da je Vestin hram oblikom preslikan iz tih ranih nastambi jer je štovanje Veste započelo u pojedinačnim domovima. Kolibe su vjerojatno bile napravljene od blata i drveta sa slamnatim krovovima i središnjim otvorom za izlazak dima iz ognjišta. To su mogli biti počeci atrija, koji je bio uobičajen u kasnijim kućama. Kako je Rim postajao sve bogatiji zahvaljujući trgovini i osvajanjima, domovi bogatih povećavali su se i u veličini i u luksuzu, oponašajući i etruščansku kuću s atrijem i helenističku kuću s peristilom.

## Interijer
Domus je uključivao više prostorija, unutarnja dvorišta, vrtove i lijepo oslikane zidove koji su bili detaljno raspoređeni. Vestibul (ulazna dvorana) vodio je u veliku središnju dvoranu: atrij, koji je bio središnja točka domusa i sadržavao je kip ili žrtvenik kućnih bogova. Iz atrija se ulazilo u kubikule (spavaće sobe), blagovaonica triklinij gdje su gosti mogli večerati zavaljeni na kaučima, tablinum (dnevni boravak ili radna soba) i culina (rimska kuhinja). S vanjske strane, bez ikakve unutarnje veze s atrijem, bile su taberne (trgovine okrenute prema ulici).
U gradovima diljem Rimskog Carstva, bogati vlasnici stanova živjeli su u zgradama s malo vanjskih prozora. Stakleni prozori nisu bili lako dostupni: proizvodnja stakla bila je u povojima. Tako je bogati rimski građanin živio u velikoj kući odvojenoj na dva dijela, a međusobno povezani tablinumom ili radnom sobom ili malim prolazom.
Kako bi se obitelj zaštitila od uljeza, ulaz nije bio okrenut prema ulici, što je ostavilo više prostora unutra.
Oko atrija bile su raspoređene glavne prostorije gospodareve obitelji: male kubikule ili spavaće sobe, tablinum koji je služio kao dnevni boravak ili radna soba i triklinij ili blagovaonica. Rimski domovi bili su poput grčkih domova. Samo su dva predmeta bila prisutna u Caeciliusovom atriju u Pompejima: lararij (malo svetište Larima, kućnim bogovima) i mala brončana kutija koja je čuvala dragocjene obiteljske predmete. U glavnoj spavaćoj sobi nalazio se mali drveni krevet i kauč koji se obično sastojao od male podstave. Kako se domus razvijao, tablinum je preuzimao ulogu sličnu ulozi studija. U svakoj od ostalih spavaćih soba obično je bio samo krevet. Triklinij je imao tri kauča koji su okruživali stol. Triklinij je često bio slične veličine glavnoj spavaćoj sobi. Radna soba je korištena kao prolaz. Ako je gospodar kuće bio bankar ili trgovac, radna je soba često bila veća zbog veće potrebe za materijalom. Rimske kuće ležale su na osi, tako da je posjetitelju omogućen pogled kroz fauks, atrij i tablinum na peristil.

### Arhitektonski elementi interijera
Vestibul (Fauces) je bio glavna ulazna dvorana rimskog domusa. Obično se vidi samo u velikim građevinama; međutim, mnoge urbane kuće imale su trgovine ili prostore za iznajmljivanje izravno na ulici s ulaznim vratima između. Vestibul bi se protezao cijelom dužinom ovih prednjih trgovina Taberni. To je stvorilo sigurnost držeći glavni dio domusa podalje od ulice. U kućama koje nisu imale prostora za iznajmljivanje ispred, bilo sobe ili zatvoreni prostor i dalje bi bili odvojeni zasebnim vestibulom.
Atrij (lat. Atrium, množina atria) je bio najvažniji dio kuće, gdje su se dočekivali gosti i uzdržavane osobe (clientes). Atrij je bio otvoren u središtu, barem djelomično okružen trijemovima s visokim stropovima koji su često sadržavali samo oskudni namještaj kako bi se stvorio dojam velikog prostora. U središtu je bio četvrtasti krovni otvor zvan kompluvij kroz koji je kišnica koja se slijevala preko kosog popločanog padala u impluvij koji se nalazio neposredno ispod kompluvija.
Impluvij je u osnovi bio odvodni bazen, plitki pravokutni udubljeni dio atrija za skupljanje kišnice, koja je otjecala u podzemnu cisternu. Impluvij je često bio obložen mramorom, a oko njega je obično bio pod od malog mozaika.
Fauces su po dizajnu i funkciji bili slični vestibulu, ali su pronađeni dublje u domusu. Odvojeno dužinom druge prostorije, ulazilo se u drugi dio rezidencije ovim prolazima koji bi se sada nazivali hodnicima.
Tablinum se nalazio između atrija i peristila. To je bio svojevrsni ured za dominusa, koji bi primao svoje klijente na jutarnji salutatio. Dominus je mogao vizualno zapovijedati kućom s ove povoljne točke kao glava društvene vlasti paterfamilias.
Triklinij je rimska blagovaonica. Prostor je imao tri kauča, klinai, na tri strane niskog četvrtastog stola. Oekus je bila glavna dvorana ili salon u rimskoj kući, koja se povremeno koristila kao triklinij za bankete.
Ale su bile otvorene sobe (ili niše) sa svake strane atrija. Ovdje su možda bile izložene posmrtne maske predaka ili imaginacije.  Svadbeni kauč ili krevet, lectus genialis, postavljao se u atriju, na strani nasuprot vratima ili u jednoj od alae.
Kubikul je spavaća soba. Podni mozaici kubikula često su označavali pravokutnik gdje je trebao biti postavljen krevet.
Kulina je bila kuhinja u rimskoj kući. Bila je mračna, a dim od vatre za kuhanje ispunjavao je prostoriju jer je najbolja ventilacija dostupna u rimsko doba bila rupa u stropu (kućni dimnjak neće biti izumljen sve do 12. stoljeća). Tu su u rimsko doba robovi pripremali hranu za svoje gospodare i goste.
Postik je ulaz za poslugu, kojeg također koriste članovi obitelji koji žele napustiti kuću bez nadzora.

### Eksterijer
Prednji dio kuće je bio usredotočen na atrij, a stražnji dio na peristil. Peristil je bio mali vrt često okružen prolazom sa stupovima, slično srednjovjekovnom klaustru. Peristil su okruživale kupaonice, kuhinja i ljetni triklinij. Kuhinja je obično bila vrlo mala prostorija s malom zidanom radnom peći na drva. Bogati su imali roba koji je radio kao kuhar i provodio gotovo sve svoje vrijeme u kuhinji. Tijekom vrućeg ljetnog dana obitelj je jela u ljetnom trikliniju kako bi izbjegla vrućinu. Najviše svjetla dolazilo je iz kompluvija i otvorenog peristila.
Nije bilo jasno definiranih odvojenih prostora za robove ili za žene. Robovi su bili sveprisutni u rimskom kućanstvu i noću su spavali ispred vrata svojih gospodara; žene su koristile atrij i druge prostore za rad nakon što su muškarci otišli na forum. Također nije postojala jasna razlika između soba namijenjenih isključivo za privatnu upotrebu i javnih prostorija, budući da se svaka privatna soba mogla otvoriti gostima u trenutku.

### Vanjski arhitektonski elementi
- Ostium, ulaz u domus.
- Taberne
- Kompluvij, Krov nad atrijem koji je bio namjerno nakošen da odvodi kišnicu u bazen impluvija. To je općenito bilo nagnuto prema unutra, ali mnogi dizajni imaju krovove nagnute u suprotnom smjeru od središnjeg otvora.
- Peristil
- Piscina
- Eksedra

## Arheologija
Velik dio onoga što se zna o rimskom domu dolazi iz iskapanja u Pompejima i Herkulaneju. Iako postoje iskopavanja kuća u gradu Rimu, nijedna od njih nije zadržala izvorni integritet strukture. Domovi u Rimu uglavnom su goli temelji, preuređene crkve ili druge društvene zgrade. Najpoznatiji rimski domus je Augustova kuća. Malo je sačuvano od izvorne arhitekture; preostao je samo jedan dio golemog kompleksa na više razina. Čak i u svom izvornom stanju, Augustova kuća ne bi bila dobar prikaz tipičnog domusa, jer je kuća pripadala jednom od najmoćnijih, najbogatijih i najutjecajnijih građana Rima. Nasuprot tome, domovi Pompeja sačuvani su netaknuti, točno onakvi kakvi su bili kad su ih zauzeli Rimljani prije 2000 godina.
Prostorije pompejskog domusa često su bile oslikane u jednom od četiri pompejska stila: prvi je stil imitirao zidanje od kamena, drugi stil predstavljao je javnu arhitekturu, treći stil bio je usredotočen na mitološka bića, a četvrti stil je kombinirao arhitekturu i mitološka bića drugi i treći stil.

## Dom u rimskoj kulturi
O važnosti doma kao općepriznatog utočišta pisao je Ciceron nakon ranojutarnjeg pokušaja ubojstva. On govori o commune perfugium, univerzalnom utočištu ili dogovorenom normalnom utočištu pojedinca:
Koncept legalnog boravišta kao što je "domicilium" ili današnja upotreba "domicile" dokumentiran je i pravni standard, uobičajen u zapadnom društvu već tisućama godina. Rano spominjanje domicilija nalazi se u Lex Plautia Papiria, rimskom plebiscitu donesenom 89. pr. Kr. Prema ovom zakonu, talijanske zajednice kojima je prije bilo uskraćeno sada su mogle dobiti državljanstvo.